# Augustin Saint-Hilaire
Augustin François César Prouvençal de Saint-Hilaire (Orleans, 4 de octubre de 1779-Orleans, 3 de septiembre de 1853) fue un botánico y explorador francés.

## Biografía
Augustin Saint-Hilaire nació en Orleans en 1779. Empezó a publicar memorias sobre plantas siendo muy joven. Viajó por Suramérica en 1816-1822 y otra vez en 1830, especialmente por Sur y el Centro de Brasil, y como resultado de sus estudios de la rica flora de estas regiones, apareció plasmado en varios libros y numerosos artículos en revistas científicas.
En su primer viaje, de 1816 a 1822, exploró el interior del Brasil, viajando cerca de 9000 km, desde el Sudeste de Brasil hasta el Río de la Plata, incluyendo la provincia de Cisplatina (Uruguay). En este viaje reunió 24 000 especímenes de plantas, con 6000 especies, 2000 pájaros, 16 000 insectos y 135 mamíferos, además de numerosos reptiles, moluscos y peces. La mayoría de estas especies fueron descritas por primera vez. En los siguientes años Augustin Saint-Hilaire se prometió a sí mismo el estudio, la clasificación, descripción y publicación de tan enorme cantidad de material. Pero sus buenas intenciones fueron frenadas por su precaria salud, debido a las enfermedades que contrajo durante sus viajes por los trópicos.
Además de los estudios científicos, el botánico dejó importantes registros del paisaje de los lugares donde estuvo, y de la cultura de los habitantes locales.
En 1819 fue designado miembro de la Académie des sciences francesa. También fue honrado con la Legion d'Honneur con el rango de caballero ("Chevalier"), y con la Portuguesa Orden de Cristo.
Augustin Saint-Hilaire fue un observador agudo, lo que le condujo a importantes descubrimientos en Botánica, notablemente la dirección de la radícula en el saco embrionario y el doble punto de anclaje de ciertos óvulos. Se le debe también la descripción de dos familias, Paronychiae y Tamariscinae, además de numerosos géneros y especies.

## Obra
- Flora Brasiliae Meridionalis, A.St.Hil., A. de Jussieu, y J. Cambessdes. 3 v. con 592 láminas en color. 1825-1832
- Province de S. Pedro de Rio Grande do Sul, au Brésil. 1 v. 30 placas, París, Pihan de la Forest, 1823
- Histoire des Plantes les plus Remarquables du Brésil et de Paraguay, A.St.Hil., A. de Jussieu, y J. Cambessdes. 1824
- Plantes Usuélles des Brésiliens A.St.Hil., A. de Jussieu, y J. Cambessdes. 1827-1828
- Voyage dans les provinces de Rio de Janeiro et de Minas Geraes. 2 vols. París, Grimbert et Dorez, 1830 (vol. I, v. II)
- Voyage dans le District des Diamans et sur le Littoral du Bresil, A.St.Hil. 2 V. 1833
- Leçons de Botanique, Comprénant Principalement la Morphologie Végetale A.St.Hil. 1840 (una exposición clara de morfología botánica y sus aplicaciones a la botánica sistemática)

## Honores

### Epónimos
- (Rubiaceae) Rudgea saint-hilairei Standl.[1]

- La abreviatura «A.St.-Hil.» se emplea para indicar a Augustin Saint-Hilaire como autoridad en la descripción y clasificación científica de los vegetales.[2]